# Leopoldo Cintra Frías
Leopoldo Cintra Frías (sinh ngày 17/7/1941 tại Yara), ông là Thượng tướng, Bộ trưởng Bộ các Lực lượng vũ trang Cách mạng Cuba. Thành viên sáng lập Đảng Cộng sản Cuba. Ông là ủy viên Bộ Chính trị từ khóa IV năm 1991, và đại biểu Quốc hội từ năm 1976. Ủy viên Hội đồng Nhà nước và Bộ trưởng từ năm 2/2008.

## Tiểu sử
Ông sinh ra tại Yara, cha ông sở hữu một nông trại nhỏ, một cửa hàng bánh mì và quán rượu. Một số thành viên trong quân đội tham gia Hiệp hội Thanh niên Hy vọng của tình huynh đệ của Hội Tam Điểm, chuẩn bị bắt đầu âm mưu chống lại chế độ độc tài Fulgencio Batista.

## Cách mạng
Ông tham gia cách mạng Cuba trong Quân đội Cách mạng, khi ông 12 tuổi, tháng 11/1957, sau khi đọc tạp chí Bohemia về cuộc đổ bộ Granma. Hành động đầu tiên của ông là bán trái phiếu và phân phối bánh mì trong xe tải và đưa mọi người lên núi. Sau đó, ông tham gia vào quân của Crescencio Pérez, ông hoạt động ba tháng tại đây. Sau cuộc chiến thứ hai của Pino del Agua Đội 1 theo lệnh của Pepin Quiala, đã cử Frank Pais củng cố Sierra Maestra. Ông sau đó gia nhập Bộ chỉ huy Đội 1 José Martí, dưới sự chỉ huy trực tiếp của Fidel Castro, ông hoạt động tại đây đến khi cách mạng thắng lợi.
Ông là một phần của quân cách mạng đi cùng Fidel Castro trên hành trình từ tỉnh Oriente đến Havana, được gọi là Hành trình Tự do, và kết thúc cuộc chiến với cấp trung úy. Fidel Castro thăng cấp ông lên đại úy sau cuộc chiến giữa các phiến quân trong trại Managua. Sau khi tham gia vào hoạt động tại Pico Turquino, ông được bổ nhiệm làm Đội trưởng Đội pháo binh.
Năm 1960, ông được gửi đến Tiệp Khắc để nghiên cứu pháo binh để tìm hiểu cách vận hành súng và pháo tự hành của SAU-100. Khi trở về Cuba, ông được bổ nhiệm làm Lữ đoàn trưởng Lữ đoàn pháo binh 1900, tại Caimito. Năm sau, ông là Sư đoàn trưởng sư đoàn Bộ binh 1270 và sau đó phụ trách pháo binh. Năm 1964, ông hoàn thành việc học tại Trường Cơ bản Cấp cao và 5 năm sau, ông đã vượt qua Khóa học sĩ quan cao cấp và vào năm 1982 ông tốt nghiệp chỉ huy và nhân viên cấp chiến lược hoạt động tại Học viện Tham mưu Liên Xô.
Ông lãnh đạo một đơn vị xe tăng Cuba ở Angola và Ethiopia (1978). Ông đã ba lần ở Angola, và là người cuối cùng vào năm 1989, nơi ông chỉ huy phía nam, và lãnh đạo lực lượng Cuba trên mặt đất trong trận chiến Cuito Cuanavale và các hoạt động khác, trong đó cả hai bên tuyên bố chiến thắng. Những chiến thắng chung của quân Cuba, Angola và Tổ chức nhân dân Tây Nam Phi quyết định các cuộc đàm phán hòa bình đa phương, với Hoa Kỳ "hòa giải", và kết quả là: sự độc lập của Namibia, sự rút khỏi Angola từ Nam Phi, quân đội Cuba rút về nước và xóa bỏ chế độ Apartheid. Cintra Frías là một phần của phái đoàn Cuba trong những cuộc hội đàm đó. Vai trò của ông trong giai đoạn này của cuộc chiến đã được Chủ tịch Cuba Fidel Castro ca ngợi.
Khi trở về Cuba, ông tiếp tục là Tư lệnh Quân khu miền Tây Cuba, phụ trách phòng thủ nơi có thành phố Havana. Năm 2001, ông được thăng lên cấp bậc Thượng tướng.

## Bộ trưởng
Kể từ tháng 10/2008, ông giữ cương vị Thứ trưởng thứ nhất Bộ các lực lượng vũ trang cách mạng. Sau cái chết của tướng Julio Casas Regueiro ông được bổ nhiệm làm Bộ trưởng ngày 9/11/2011. Vào ngày 15/4/2021, ông rời khỏi vị trí Bộ trưởng Bộ các lực lượng vũ trang cách mạng thay vào đó là Tổng tham mưu trưởng Álvaro López Miera.

## Các chức vụ khác
Ông là người sáng lập đảng Cộng sản Cuba. Là ủy viên Trung ương Đảng từ năm 1965, từ Đại hội Đảng IV (1991) ông được bầu vào Bộ Chính trị, sau đó tiếp tục là Ủy viên Bộ Chính trị các khóa V, VI, VII. Ông là đại biểu Quốc hội Chính quyền Nhân dân từ năm 1976.
Trong kỳ họp thứ nhất Quốc hội Chính quyền Nhân dân khóa IX, ngày 19/4/2018, ông đã được Quốc hội bầu làm Ủy viên Hội đồng Nhà nước và Hội đồng Bộ trưởng. Ông giữ chức vụ đến ngày 10/10/2019.

## Trao thưởng
Hội đồng Nhà nước Cuba đã phong tặng ông, nhân dịp kỷ niệm 30 năm ngày chiến thắng Cách mạng, danh hiệu vinh dự "Anh hùng Cộng hòa Cuba" và huân chương "Máximo Gómez" hạng nhất. Ngoài ra ông còn được trao tặng:
- Huân chương "Playa Girón"
- Huân chương "Antonio Maceo"
- Huân chương "Ernesto Guevara" hạng nhất

Huy chương:
- "Chiến sĩ chiến đấu giải phóng"
- "Chiến sĩ chiến đấu bí mật"
- "Quốc tế chủ nghĩa" hạng nhất
- "Ignacio Agramonte" cả ba hạng
- "Vì Cống hiến Mẫu mực trong FAR"
- "Chiến đấu Sản xuất và Phòng thủ"

Ông được trao nhiều huân huy chương từ các nước khác.